# Blåsning, masugn

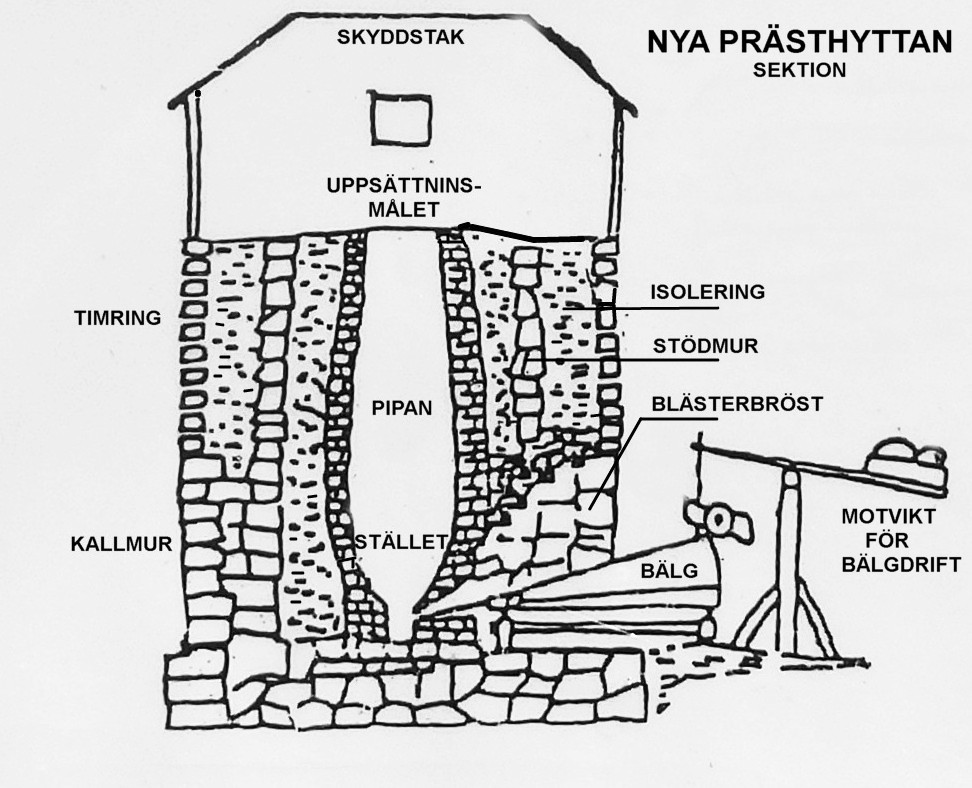
Sektion genom Nya Prästhyttan, till höger syns blåsbälgen och blästerbröstet.

Blåsning eller blåsningsperiod (även kallad kampanj) är processen för smältning av malm i en masugn. 

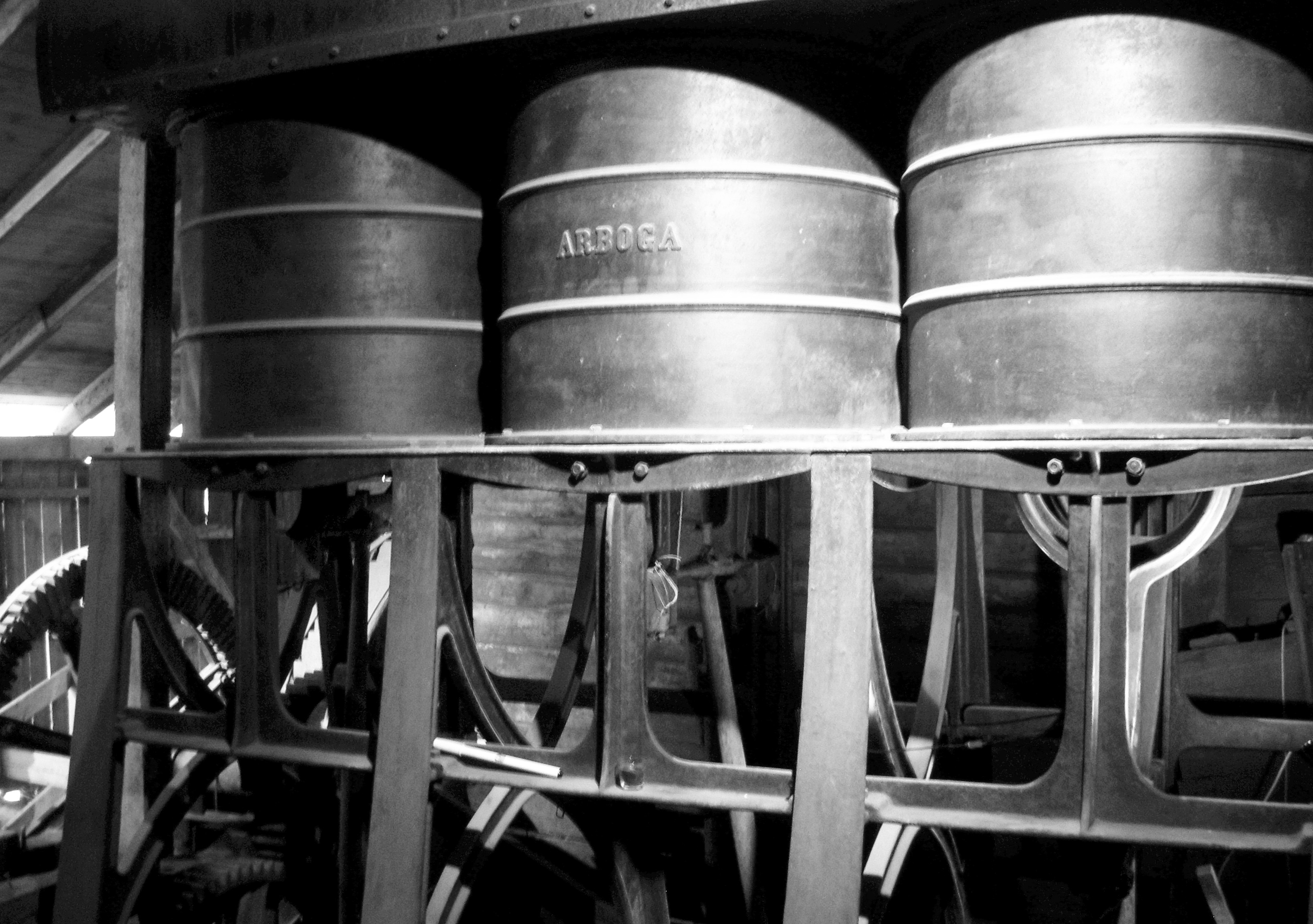
Cylinderblåsmaskin i Flatenbergs hytta.

För att få upp temperaturen i masugnen blåstes luft in i speciella öppningar (blästerbröst) i masugnens eller mulltimmerhyttans sidor med hjälp av blåsbälgar, som drevs med vattenkraft. Ofta begränsade brist på vattenkraft antal blåsningar i en masugn. Temperaturen kunde uppgå till upp mot 1500 °C. När en blåsning var igång syntes ett ljussken från masugnen ut över landskapet och ljud hördes från blåsbälgarna. En blåsningsperiod gick dygnet runt och kunde inte stoppas och krävde därför ständig passning.
För att höja effekten på blästerluften användes i konstruktioner efter 1830-talet förvärmd luft och blåsmaskiner istället för bälgar. Att starta verksamheten vid en masugn kallas ”påblåsning” och att avsluta produktionen ”nerblåsning”. 
Inblåsning av luft används även vid framställning av stål. I äldre stålframställningsmetoder blåstes luft in genom konverterbottnen. I den moderna LD-processen färskas råjärn till stål genom inblåsning av syrgas ovanifrån mot en smälta i en konverter med hjälp av en vattenkyld lans.